# 乔特乌代布尔
乔特乌代布尔（羅馬化：Chhota Udepur）是印度古吉拉特邦乔特乌代布尔县的一个城镇。总人口22987（2001年）。

## 人口
该地2001年总人口22987人，其中男性11799人，女性11188人；0—6岁人口2588人，其中男1374人，女1214人；识字率69.21%，其中男性为75.79%，女性为62.27%。